# Réchauffeur (ferroviaire)
Le réchauffeur dans le domaine ferroviaire est un organe utilisé sur les locomotives à vapeur et permettant de réchauffer l'eau avant l'introduction de celle-ci dans la chaudière.

## Présentation
Le principe est de mettre en contact l'eau froide arrivant du tender avec de la vapeur prélevée dans l'échappement pour élever la température de l'eau avant son introduction dans la chaudière. Ce principe permettait de réaliser des économies de combustible pouvant aller jusqu'à 25 %.
En France il y avait 3 types de réchauffeurs utilisés :
- le premier et le plus répandu fut le réchauffeur de type « ACFI» (dont le terme exact est  ACFI.RM où RM désigne un réchauffeur par mélange)
- le deuxième fut le réchauffeur de type « Worthington »
- le troisième, enfin, fut le réchauffeur de type « Dabeg »

En Allemagne le plus usité fut le réchauffeur de type « Knorr » et il sera présent en France du fait des locomotives armistices.

## Le réchauffeur «ACFI.RM»
Ce réchauffeur construit par la société Auxiliaire des Chemins de Fer et de l'Industrie est apparu pour la première fois en 1925 sur le Réseau ferroviaire d'Alsace-Lorraine. Dans les premiers modèles le moteur à vapeur était en bout d'arbre puis il fut situé au milieu entre le cylindre de la pompe à eau froide et le cylindre de la pompe à eau chaude.
La désignation d'un tel équipement était caractérisée par 4 chiffre dont les trois premiers indiquaient les diamètres des cylindres avec le premier désignant celui du cylindre moteur et les deux autres (égaux) désignant celui des cylindres eau froide et eau chaude. Le quatrième indiquait la course du piston.
La principale caractéristique du réchauffeur ACFI.RM est la présence de deux réservoirs cylindriques sur le corps de la chaudière juste derrière la cheminée. La chambre situé du côté opposé à la pompe est la chambre de mélange recevant l'eau froide arrivant du cylindre à eau froide de la pompe et de la vapeur d'échappement. L'autre chambre est la chambre de mise en charge qui sert à stocker l'eau réchauffée avant que le cylindre à eau chaude de la pompe ne l'envoie dans la chaudière.
Une variante appelée « ACFI.RM intégral » est équipée d'un flotteur permettant au cas où le volume d'eau réchauffée est trop important de rediriger l'eau vers la pompe à eau froide et de ne plus perdre l'eau.

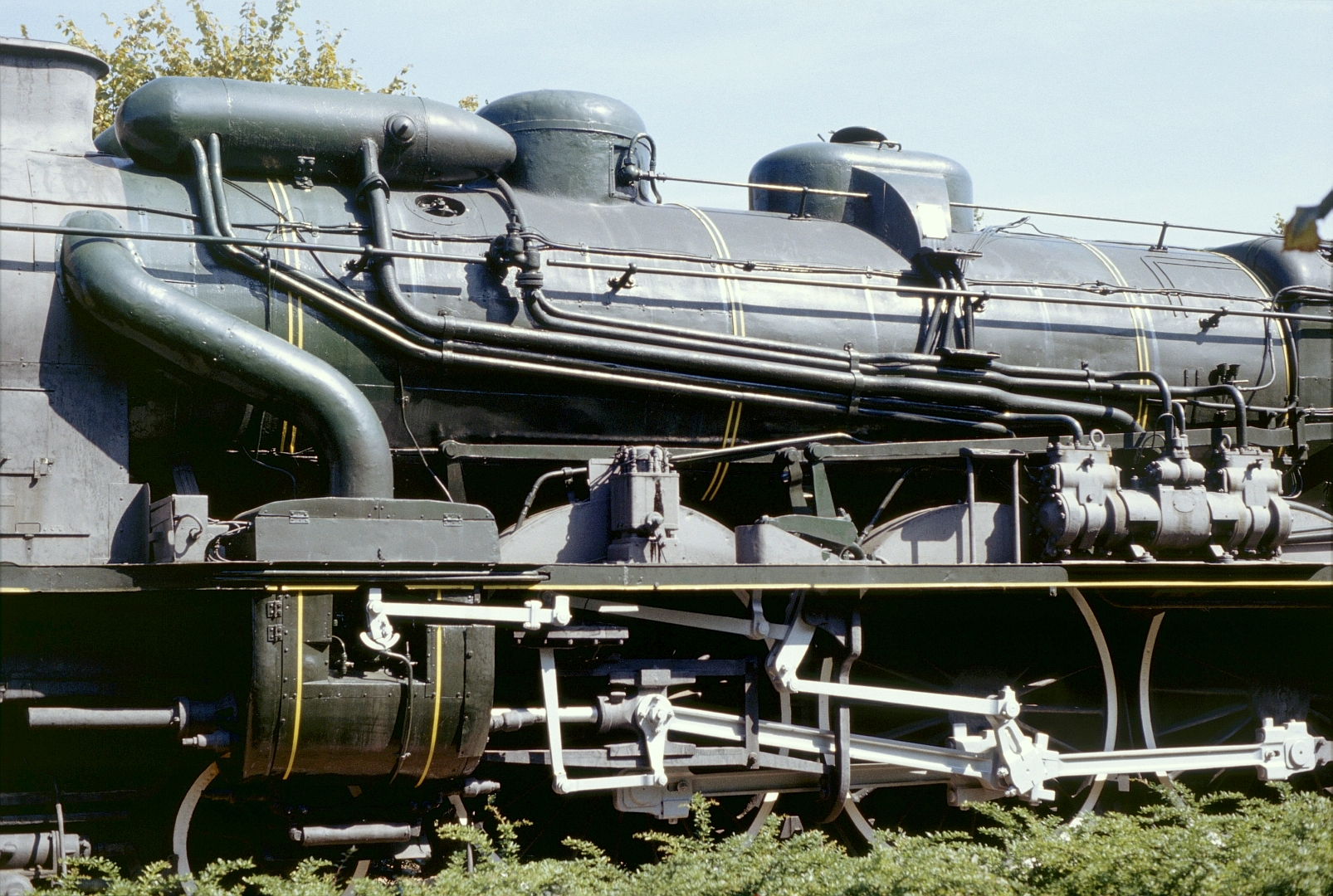
Vue d'un ensemble ACFI sur une 231 E, avec à droite la pompe installée sur le tablier, reliée par des tubulures aux ballons du réchauffeur, sur le haut à gauche derrière la cheminée.
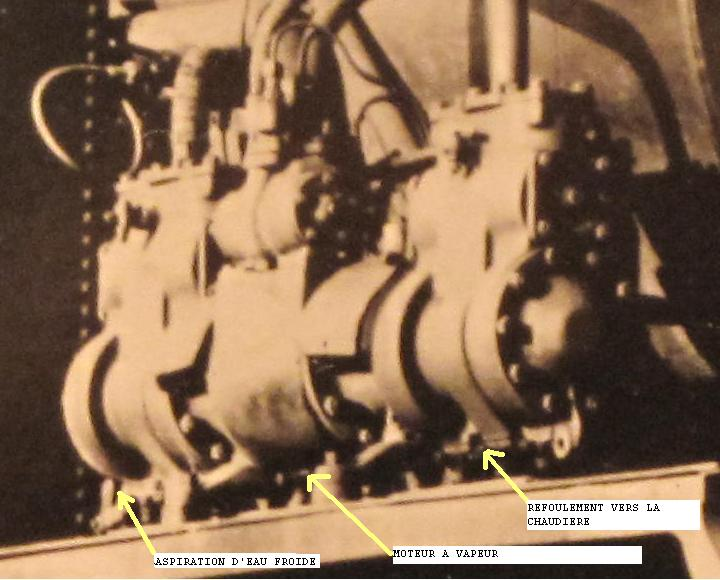
Pompe ACFI sur le tablier de la 2-151 TQ 5.

## Le réchauffeur «Worthington»
Ce réchauffeur fonctionne selon le même principe que l'ACFI mais le groupe de pompes est plus compact et il ne dispose que d'une chambre, celle de mise en charge.

## Ensemble alimentaire «Worthington» des 141 R

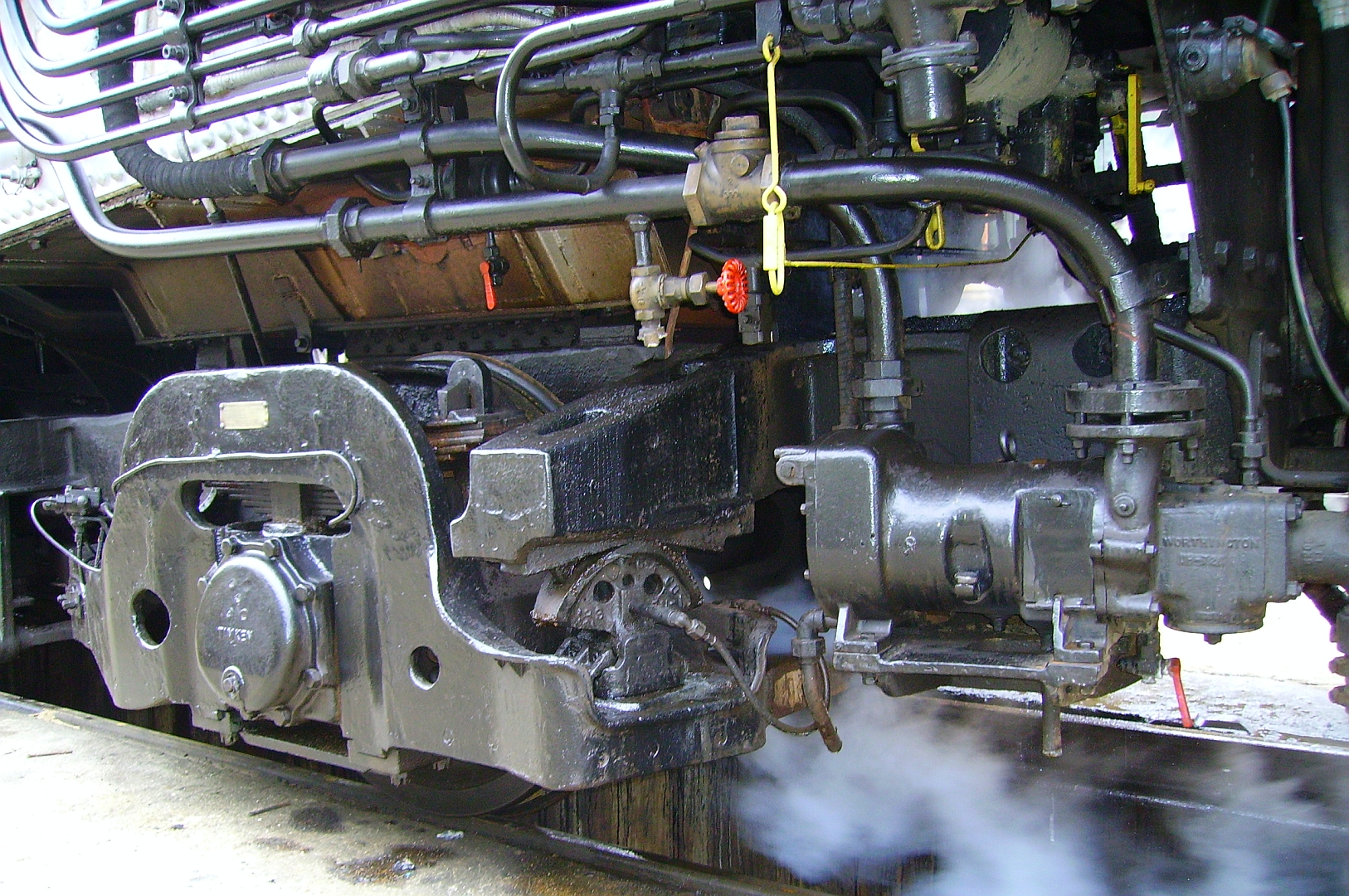
Sur la droite de l'image, la turbopompe à eau froide Whortington d'une 141 R. Branchée sur son côté droit l'arrivée d'eau du tender, avec sur sa partie supérieure le tuyau de départ d'eau froide vers le réchauffeur, puis sur l'extrémité gauche la turbine motrice avec son tuyau d'arrivée de vapeur.

Les locomotives 141 R sont équipées d'un ensemble alimentaire « Whortington 3 SAE » composé de deux pompes distinctes placées en amont et en aval d'un réchauffeur d'eau. Lorsque arrive le moment d'envoyer de l'eau dans la chaudière, on met en marche la pompe d'alimentation alternative Whortington placée sous le tablier avant droit de la locomotive. Celle-ci commence à refouler dans la chaudière l'eau en provenance du réchauffeur mélangeur Whortington situé dans la partie supérieure de la boîte à fumée, devant la cheminée. En baissant, le niveau de l'eau contenu dans ce réchauffeur entraîne avec lui un système à flotteur, qui ouvre automatiquement l'alimentation en vapeur de la turbopompe à eau froide Whortington placée à l'arrière de la locomotive, sous le côté gauche de la cabine de conduite. Cette dernière se met alors à refouler de l'eau froide provenant du tender vers le réchauffeur, eau qui sera montée en température puis injectée dans la chaudière par la pompe d'alimentation alternative Whortington. Lorsque le niveau de l'eau dans la chaudière est suffisant, la pompe d'alimentation alternative est arrêtée ; pendant ce temps le niveau de l'eau dans le réchauffeur continue de monter, jusqu'au moment où le système à flotteur ferme l'alimentation en vapeur de la turbopompe à eau froide, qui ainsi s'arrête de fonctionner. Cet ensemble alimentaire a un débit de 20,5 m3/h.

## Le réchauffeur «Dabeg»
Ce réchauffeur ne fonctionne pas grâce à un moteur à vapeur mais grâce à un double piston entraîné par une contre-manivelle calée sur un essieu moteur. De plus il n'y a plus de présence de chambres et l'eau chaude produite est de suite injectée dans la chaudière mais il n'en reste pas moins un réchauffeur par mélange.

## Le réchauffeur «Knorr»
Ce réchauffeur fonctionne par contact, c'est un échangeur de chaleur. Il est composé d'une chambre d'échange et d'une pompe à vapeur avec un cylindre à eau froide. Son principe de fonctionnement était le plus simple puisque la pompe actionnait le cylindre à eau froide qui envoyait l'eau dans la chambre d'échange qui recevait aussi la vapeur d'échappement. L'eau se réchauffait au contact de cette vapeur et était injectée dans la chaudière.